# 리스 솔라리
리스 솔라리(Liz Solari, 1983년 6월 18일 ~ )는 아르헨티나의 배우, 모델이다.

## 출연 작품
- 더 라스트 프로세코 (2017)
- 댓츠 낫 치팅 (2016)
- 달에 가 본적이 있나요 (2015)
- 말라 (2013)